# Гетерофония
Гетерофо́ния, в некоторых общелексических словарях — гетерофо́ни́я (др.-греч. ἕτερος «другой» и φωνή «звук») в теории музыки — склад многоголосия; суть гетерофонии сводится к тому, что при исполнении одной и той же мелодии несколькими голосами или инструментами в одном или нескольких голосах время от времени возникает ответвление от основного напева. Эти отступления могут определяться особенностями технических возможностей голосов и инструментов, но также могут быть непосредственным проявлением музыкального творчества. Обычно реализация гетерофонии представляет собой сплав индивидуального творчества исполнителей и элементов, закреплённых традицией. К гетерофонии принадлежит, в частности, подголосочный тип многоголосия (см. Голосоведение).
Гетерофония изредка встречается в западноевропейской музыке эпохи Средневековья, в традиционной музыке культур Африки, Индии, Индонезии, Океании, Шри-Ланки и др. стран, а также славянских народов. В музыке Индии и Индонезии гетерофония возникает при варьировании мелодии каждым инструментом в соответствии с его техникой и выразительными возможностями (например, музыка для гамелана). В русской народной музыке гетерофония нередко сочетается с приёмами полифонической техники.
Теоретически гетерофонию можно рассматривать как изменение и развитие гомофонии в древнегреческом смысле (то есть голосоведения в унисон или в октаву), но в историческом смысле это вряд ли справедливо, так как вероятнее, что гетерофония восходит к более архаическим типам, связанным с естественной речевой интонацией и естественными особенностями человеческого голоса и музыкальных инструментов.